# 斯碱茅
斯碱茅（学名：Puccinellia schischkinii）为禾本科碱茅属下的一个种。